# Kočevska Reka
Kočevska Reka – wieś w Słowenii, w gminie Kočevje. W 2018 roku liczyła 256 mieszkańców.